# روابط اسرائیل و کوزوو
روابط اسرائیل و کوزوو به روابط دو جانبه میان اسرائیل و کوزوو اشاره دارد. کوزوو استقلال خود را از صربستان در ۱۷ فوریه ۲۰۰۸ اعلام کرد. اسرائیل و کوزوو در تاریخ ۴ سپتامبر ۲۰۲۰، به عنوان بخشی از مذاکرات توافق‌نامه‌های عادی سازی اقتصادی کوزوو و صربستان، توافق کردند که یکدیگر را به رسمیت بشناسند. در ابتدا گزارش شد که شناخت متقابل در آن مرحله هنوز عملی نشده‌است، و انتظار می‌رود که به رسمیت شناختن اسرائیل از کوزوو «در هفته‌های آینده» اعلام شود. اما در ۲۱ سپتامبر، یاهل ویلان، سفیر اسرائیل در صربستان، تأیید کرد که اسرائیل واقعاً کوزوو را در ۴ سپتامبر ۲۰۲۰ به رسمیت شناخته‌است. دو کشور در تاریخ ۱ فوریه ۲۰۲۱ روابط دیپلماتیک برقرار کردند. در ۱۴ مارس ۲۰۲۱ کوزوو رسماً سفارت خود را در قدس افتتاح کرد.

## تاریخ
اسرائیل در ابتدا در به رسمیت شناختن استقلال کوزوو مردد بود. یک مقام از وزارت امور خارجه اسرائیل به نقل از جروزالم پست در فوریه ۲۰۰۸ گفت: «ما تصمیم نگرفته‌ایم که چه زمانی تصمیم می‌گیریم و در عوض رویدادها را رصد می‌کنیم و موضوع را بررسی می‌کنیم.»
طبق روزنامه جویش کرونیکل، مقامات و سیاستمداران وزارت امور خارجه به‌طور خصوصی ابراز همدردی عمومی با آرمان‌های کوزوو می‌کردند، با این حال، اسرائیل هنوز کوزوو را به رسمیت نمی‌شناسد. روحاما اورهام بالیلا، عضو کنست، در فوریه ۲۰۰۸ گفت که «در حال حاضر دولت اسرائیل تصمیم گرفته‌است به عضوی از گروه کشورهایی که استقلال کوزوو را به رسمیت می‌شناسند نپیوندد.» وی همچنین گفت که اسرائیل اوضاع را «بسیار آزار دهنده» می‌داند.
در ۱۶ سپتامبر ۲۰۰۹، آویگدور لیبرمن، وزیر خارجه اسرائیل گفت که اسرائیل «اوضاع میان صربستان و کوزوو را رصد می‌کند» و اسرائیل امیدوار است که «یک راه حل کاملاً جامع و صلح آمیز» داشته باشد که از طریق مذاکرات بین دو کشور درگیر ایجاد شود. لیبرمن همچنین گفت که اسرائیل قادر خواهد بود در برابر فشار برای شناخت کوزوو مقاومت کند زیرا اسرائیل «از سال ۱۹۴۸ در بسیاری از مسائل تحت فشار بوده‌است و ما می‌دانیم چگونه با هر فشاری کنار بیاییم.» وزیر کشور صربستان ، ایویتسا داچیچ، در اواخر اکتبر ۲۰۰۹ به اسرائیل گفت که «مقامات اسرائیلی تأیید کرده‌اند که اسرائیل در موضع خود [در مورد کوزوو] استوار خواهد ماند».
در ژوئن ۲۰۱۱، لیبرمن گفت که استقلال کوزوو یک «مسئله حساس» است و ممکن است اسرائیل پس از پذیرش کشورهای دیگر مانند یونان و اسپانیا ، کوزوو را به رسمیت بشناسد.
در سال ۲۰۱۱، صربستان برخلاف میل اسرائیل رای به رسمیت شناختن فلسطین به عنوان ۱۹۵ امین عضو یونسکو گرفت. بلگراد اعلام کرد که با قطعنامه ای که حاکمیت فلسطین را به رسمیت می‌شناسد، مخالفت نخواهد کرد، اگر این تصویب در مجمع عمومی سازمان ملل ارائه شده باشد.
در ۴ سپتامبر ۲۰۲۰، دولت اسرائیل و جمهوری کوزوو توافق کردند که روابط رسمی دیپلماتیک برقرار کنند. در سندی که توسط کوزوو امضا شد، آمده‌است که هردو کشور یکدیگر را به رسمیت می‌شناسند. برخی گزارش‌های رسانه ای حاکی از آن بود که به رسمیت شناختن کوزوو توسط اسرائیل هنوز عملی نشده‌است و «طی هفته‌های آینده» رسماً اعلام خواهد شد. با این حال در ۲۱ سپتامبر، یاهل ویلان، سفیر اسرائیل در صربستان، تأیید کرد که اسرائیل در واقع کوزوو را در ۴ سپتامبر ۲۰۲۰ به رسمیت شناخته‌است و گفت: «شکی نیست که اسرائیل کوزوو را به رسمیت می‌شناسد یا نه، زیرا اسرائیل پیش تر در ۴ سپتامبر کوزوو را به رسمیت شناخته‌است». علاوه بر این، نخست‌وزیر بنیامین نتانیاهو ذکر کرد که «کوزوو اولین کشوری با اکثریت مسلمان خواهد بود که سفارت خود را در قدس افتتاح می‌کند». اسرائیل و کوزوو در ۱ فوریه ۲۰۲۱ روابط رسمی دیپلماتیک برقرار کردند. در ۱۴ مارس ۲۰۲۱، کوزوو سفارت خود را در مرکز شهر قدس غربی افتتاح کرد، اگرچه به دلیل محدودیت‌های کووید-۱۹ در اسرائیل بدون برگزاری مراسمی به مناسبت این رویداد افتتاح شد.